# 出羽国分寺
出羽国分寺（でわこくぶんじ）は、出羽国（現在の山形県および秋田県）に建立された国分寺。
創建当初の寺院は、現在の山形県酒田市にある国の史跡「堂の前遺跡」に比定される。その後、法燈は山形市にある後継寺院「出羽国分寺薬師堂」に受け継がれ、現代に至る。本項では、古代寺院跡と後継寺院の双方について解説する。

## 概要
聖武天皇が天平13年（741年）に発した国分寺建立の詔に基づき、当時の出羽国に建立された。創建期の寺院は、9世紀に出羽国府が置かれた城輪柵の近隣に位置し、その跡地は国の史跡「堂の前遺跡」（酒田市法連寺）に比定されている。発掘調査の結果、伽藍配置は一般的な国分寺と異なり、寺院中軸線の西に塔、東に金堂を配する特殊な形式であったことが判明している。この配置は延暦24年（805年）の焼失後の再建時に形成されたとする見方が有力である。
平安時代後期以降、国府機能が内陸の山形（現在の山形市）へ移転するのに伴い、国分寺もその地に移ったとされる。これが現在の出羽国分寺薬師堂（山形市薬師町）であり、天台宗の寺院として法燈を継承している。室町時代の長禄2年（1458年）には法燈が山形に移っていたことが確認されており、その後戦国時代には最上義光の庇護を受けて現在地に移され、山形城の鬼門鎮護の寺院として発展した。

## 研究史
第二次世界大戦以前、古代の「出羽国分寺」の所在地をめぐる研究では、山形市薬師町の後継寺院の地を当てる説が有力であった。しかし同時に、文献史料や庄内地方から出土する古瓦の存在から、創建期の国分寺が庄内地方（飽海郡）にあったことも確実視されていた。ただし、その正確な所在地は不明で、昭和13年（1938年）の時点では、後の堂の前遺跡の場所を国分寺跡と断定するには至らず、周辺の寺院跡との混同も見られた。こうした状況の中、研究者によっては、国分寺は最初に最上郡に創建され後に庄内へ移転したとする説や、最上・庄内・山形の三ヶ所に時代を異にして存在したとする「三ヶ所説」が提唱されるなど、議論は複雑な様相を呈していた。
戦後、昭和30年代以降に酒田市の堂の前遺跡の発掘調査が本格化し、大規模な寺院跡が確認されたことで、創建期の国分寺は庄内にあったとする見方が通説となった。これにより、国分寺の歴史は「庄内での創建・衰退」と「内陸（山形）への機能移転」という二つの段階で理解されるようになり、現在に至っている。

## 古代寺院跡（堂の前遺跡）
古代の国分寺跡とされる堂の前遺跡は、山形県酒田市法連寺字堂の前に所在する。これは出羽国府跡と推定される城輪柵跡の東方約1.5キロメートルに位置し、城輪柵を中心とする古代の官衙関連遺跡群の重要な一角をなしていたと考えられている。

### 歴史
『続日本紀』天平勝宝8年（756年）12月条に、国分寺の造営料として稲六万束が施入されたとあり、これが創建に関する最初の具体的な記録である。これにより、詔の発布からやや遅れて造営が開始され、この頃には寺院が実質的に機能していたことがわかる。その後、『日本後紀』には延暦24年（805年）3月の条に「出羽国分寺焼亡」と記され、火災に見舞われた。朝廷はこれを重視し、大同3年（808年）に復興の太政官符を下している。
その後も災害は続き、『日本三代実録』には元慶2年（878年）8月15日の出羽国大地震で「塔一基、南大門、僧房皆仆（たお）る」と記録されており、主要な建造物が倒壊したことがわかる。さらに『扶桑略記』には長元4年（1031年）1月27日に再び焼失したとの記述がみられる。度重なる被災と再建を経たものの、出土した須恵器の年代から、国分寺としての中心的な機能は9世紀中ごろには廃絶に向かったとみられる。しかし、9世紀後半から10世紀前半にかけて、隣接地に新たな集落跡が形成されており、国分寺の機能が何らかの形で変遷しつつ存続した可能性も指摘されている。最終的に、平安時代後期に律令制が弛緩し、国府機能が内陸へ移転するのに伴い、庄内地方の国分寺はその役割を終えたと推定される。

### 伽藍
発掘調査の結果、寺域は東西約240メートル、南北約265メートルで、周囲を溝で区画していたことが判明している。南辺中央からは八脚門と推定される門の遺構が検出されている。
伽藍の中枢部は、寺院中軸線の西側に七重塔跡、東側に金堂跡が並存する、いわゆる「西塔東金堂式」の特異な配置をとる。この配置は新羅の感恩寺跡など朝鮮半島に類例が見られ、その文化的関連性が指摘されている。いつこの配置が形成されたかについては諸説あるが、延暦24年（805年）の焼失後の再建時に、平安初期の安定した国情を背景として独自の様式が採用されたという見方が有力視されている。
塔跡の基壇は一辺約15.5メートルで、軟弱地盤対策として木材を筏状に組む「筏地業」という高度な土木技術が用いられていた。金堂跡の基壇は東西約24メートル、南北約19.5メートルを測る。その他、講堂や僧坊、工房とみられる建物跡も検出されている。なお、堂の前遺跡からは創建期の軒瓦が出土しておらず、主要な堂宇は瓦葺きではなかった可能性が指摘されている。

### 遺物
講堂跡とみられる遺構からは、高さ約60センチメートルの瓦製の小塔である瓦塔が出土している。これは当時、全国で2例目の発見であった。祭祀に関わる遺物も特徴的で、人の形を描き「斎」「車」などの文字を記した人体墨書土器が出土している。このほかにも「寺」「大」「井」などの文字が書かれた墨書土器や、「急々如律令」と記された祭祀木簡も発見されている。
この他、役人が用いる石帯の破片、鍛冶関連遺物である鉄滓・鞴の羽口、須恵器製の小型坩堝なども出土しており、寺院内で官人が活動し、金属器生産を行う工房が存在した可能性が示されている。平安初期の様式を示す四方仏座の破片も出土しており、伽藍の年代を考察する上で重要な資料となっている。

## 後継寺院（山形）

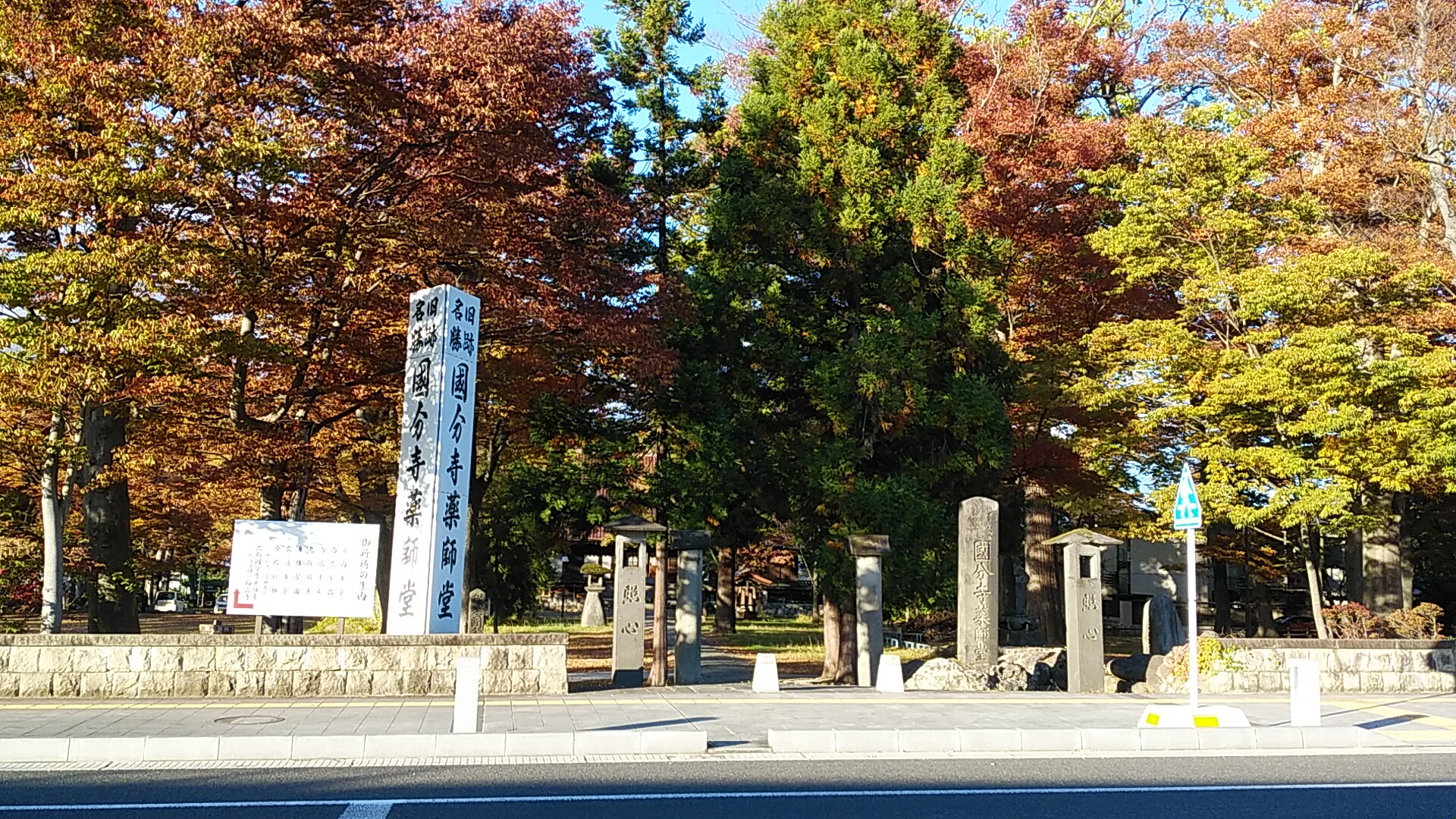
南側入り口を撮影。2023年10月。

現在の出羽国分寺は、通称「薬師堂」として知られ、山形市薬師町の薬師公園（千歳公園）内に位置する。この一帯はかつて「下字形（しもひらがた）」と呼ばれる地形で、境内周辺には「堂ノ上」や「門前」といった旧地名が残っていた。

### 歴史
庄内地方に置かれた古代国分寺は、国府（城輪柵）から離れた場所にあり、国司の保護を受けにくい側面があった。そのため、9世紀にはすでに出羽国の行政機能の内陸部への移転が始まり、それに伴い国分寺の機能を持つ寺院も内陸に建立された。
その早い例が、『続日本後紀』の承和4年（837年）6月条に見られる記録である。これによれば、国司の小野宗成が最上郡に善菩提院を建立し、国分寺を所管させた。これは、国府本体の移転に先行して国司の経営する国分寺が内陸部に置かれたことを示しており、国司が在地勢力の協力を得て自らの権威を維持しようとした動きと解釈されている。
その後、南北朝時代の延文5年（1360年）には、山形城主の斯波兼頼（最上氏の祖）によって整備されたと伝えられる。さらに室町時代の長禄2年（1458年）の板碑に「当国分寺」の銘が確認されており、この頃までには法燈が山形に定着していたことが明らかとなっている。戦国時代に入ると、永禄年間（1558年 - 1570年）には陸奥国出身の僧・良傳によって再興されたという伝承もある。その後、天正年間（天正12年（1584年）とする伝承もある）に山形城主最上義光が寺院を現在地に移して再興し、山形城の鬼門（北東方位）鎮護の寺院として篤く保護した。寺伝によれば、その際、庄内にあった古国分寺の本尊とされる薬師如来像を移して安置したと伝えられている。
江戸時代に入ると、慶長5年（1600年）からは柏山寺と称し、徳川幕府から朱印領320石を安堵され、上野寛永寺の直末寺として高い寺格を誇った。度々再建が行われ、寛永20年（1643年）や宝永5年（1708年）のほか、貞享2年（1685年）に焼失した後、正徳6年（1716年）に龍山和尚らによって再建されたとの記録もある。最終的に文政年間（1818年 - 1830年）に伽藍が整えられたとされている。

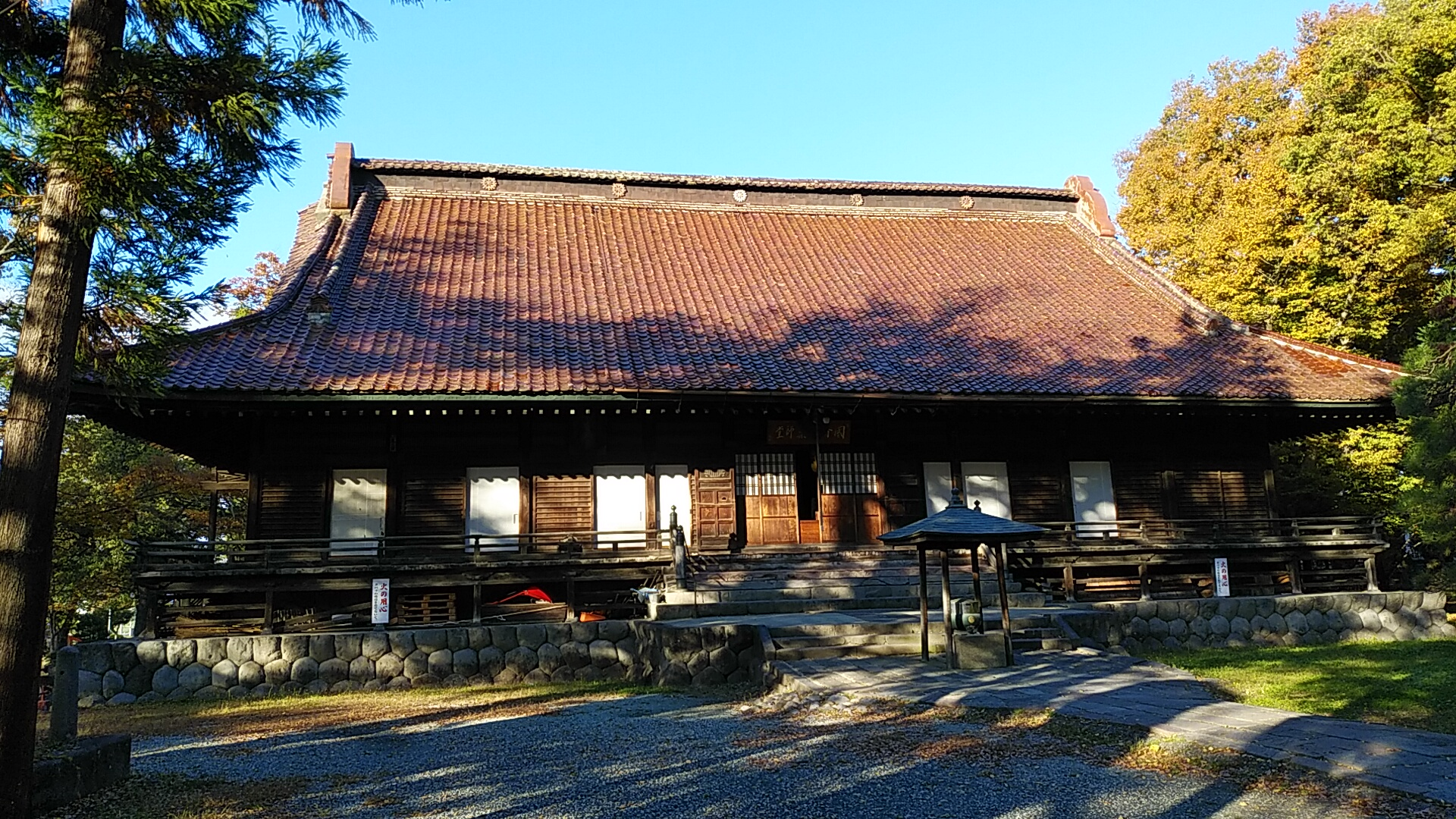
薬師堂。山形県指定史跡としては旧山形県会仮議事堂。2023年10月。

明治時代に入り、明治11年（1878年）の明治天皇の東北巡幸の際には、薬師堂が行在所にあてられた。明治44年（1911年）の山形市大火で薬師堂は焼失したが、翌明治45年（1912年）に旧宝幢寺（ほうどうじ）の本堂の用材を譲り受けて再建された。この旧宝幢寺本堂は、明治初期に山形県会の仮議事堂として使用された歴史があり、再建された薬師堂もまた、大火で県庁と議事堂が焼失した際に臨時の県会議場として使用された。この二重の歴史的背景から、本堂は「旧山形県会仮議事堂」として山形県指定史跡となっている。現代では、天台宗寺院の柏山寺が薬師堂の管理を担っている。

### 境内
- 本堂 - 上述の通り、明治45年（1912年）再建。山形県指定史跡「旧山形県会仮議事堂」。本尊である薬師如来像を安置するが、秘仏であり通常は非公開である[5]。
- 薬師公園 - 薬師堂を中心に広がる市民公園。境内には山形県護国神社も隣接している。
- 弁天堂 - 堂の裏手にある池と弁天堂[5]。

### 文化

#### 薬師祭植木市
毎年5月8日から10日にかけて開催される薬師祭と、それに併催される植木市は全国的に有名である。その起源は、400年以上前に最上義光が城下の緑化を奨励したことによると伝えられる。熊本市、大阪市の植木市と並び「日本三大植木市」の一つと称されることもある。

#### 巡礼地として
古くから庶民信仰の巡礼地でもあり、以下の霊場の札所となっている。
- 北国八十八ヶ所霊場 第33番
- 奥羽三十六薬師霊場 第31番

## 出羽国分尼寺
国分寺建立の詔では国分尼寺の併置も定められていたが、出羽国分尼寺の所在地は確定していない。酒田市に位置する高阿弥陀遺跡（たかあみだいせき）が、堂の前遺跡の南方約4キロメートルにあることから、国分尼寺跡の有力な比定地とされている。しかし、瓦が出土していないなど、これを確定させる考古学的証拠は乏しく、今後の調査が待たれる状況にある。

## 文化財

### 国の史跡
- 堂の前遺跡 - 昭和54年（1979年）10月23日指定[2]。

### 山形県指定史跡
- 旧山形県会仮議事堂（出羽国分寺薬師堂本堂） - 平成19年（2007年）12月25日指定[23]。